# Kōnstantinos Rougkalas
Kōnstantinos Rougkalas, detto Kōstas (in greco Κωνσταντίνος "Κώστας" Ρουγκάλας?; Patrasso, 13 ottobre 1993), è un calciatore greco, difensore dell'Apollon Kryas Vrysis.

## Carriera

### Club
Ha giocato nella massima serie dei campionati belga e rumeno.

### Nazionale
Ha giocato nelle nazionali giovanili greche Under-17 ed Under-19.